# Teglio (San Marino)
Teglio es una curazia situada en el castello (municipio) de Chiesanuova (San Marino).